# 카나리아 제도의 파소도블레
카나리아 제도의 파소도블레(스페인어: Pasodoble Islas Canarias)는 2003년까지 사용했던 카나리아 제도의 국가로, 후안 피코트가 작사, 호세 M. 타리다스가 작곡했다. 채택된 해는 정확히 알려져 있지 않다.
이 무렵 땅의 노래 등을 사용하기도 했으나, 2003년 전부 폐지되고 카나리아 찬가가 현재까지 사용되고 있는 중이다.

## 가사
!Ay, Canarias! La tierra de mis amores,
ramo de flores que brotan de la mar.
Vergel, ay, mi vergel, de belleza sin par,
son nuestras Islas Canarias, que hacen despierto soqar.
Jardín, bello jardín, ideal siempre en flor,
son las mujeres las rosas, luz del cielo y del amor.
Islas Canarias, Islas Canarias.
El corazon de los guanches, Islas Canarias, Islas Canarias,
el murmullo de la brisa.
Suspiran todos amantes, Islas Canarias, Islas Canarias,
por el amor de un isa.
Desde la cumbre bravía, Islas Canarias, Islas Canarias,
hasta el mar que nos abraza.
No hay tierra como la mía, Islas Canarias, Islas Canarias,
ni raza como mi raza.
Siete estrellas brillan en el mar,
Benahoare, Hero y Tamaran,
Tytherogakaet y Achinech,
Maxorata y Gomera tambien.
!Ay! mis siete Islas Canarias,
con el pico Teide de guardian.
Son siete hermosos corazones,
que palpitan al mismo compas.
!Mis siete Islas Canarias!

## 해석
오, 카나리아 제도여, 내 사랑의 흙은,
바다에서 나는 흙의 틀이니...
풍성한 정원이여, 오 나의 풍성한 정원이여, 비교할 수 없는 아름다움이여!
이것은 어디든지 유명하다 하다는 카나리아 제도일 것이니..
정원이여, 정원이여, 나의 번영하는 이상은 언제든지 존재할 것이니,
장미같은 네 여자는 하늘과 사랑을 위한 빛과도 같다네!
카나리아 제도여, 카나리아 제도여,
관체 족의 심장이여, 카나리아 제도여, 카나리아 제도여,
살랑거리는 산들바람이여!(반복)
모든 연인들이여, 카나리아 제도여, 카나리아 제도여,
이사의 사랑에게 숨을 쉬었으니,(반복)
카나리아 제도여, 카나리아 제도여, 그대의 높은 용기를 말하여라!
바다를 위해 우리를 껴안거라!(반복)
카나리아 제도여, 카나리아 제도여, 또다른 지구는 없다네!
우리와 같은 인종은 이 세상에 존재하지 않는다네!(반복)
바다에 빛나는 7개의 별이여,
라 팔마 섬이여, 이에로 섬과 테네리페 섬이여,
란사로테 섬과 그란 카나리아 섬이여,
푸에르테벤투라 섬과 라 고메라 섬이여!
오! 내 7개의 카나리아 섬이여,
피코테이테 섬의 너의 보호자여,
그것은 7개의 아름다운 심장이라네,
그 똑같은 박자를.
내 7개의 카나리아 섬이여!

## 용어 해설
- Benahoare = 라 팔마 섬
- Hero = 이에로 섬
- Tamaran = 테네리페 섬
- Tytherogakaet = 란사로테 섬
- Achinech = 그란 카나리아 섬
- Maxorata = 푸에르테벤투라 섬
- Gomera = 라 고메라 섬